# The Walking Dead : Saison 2
Pour saison 2 de la série télévisée, voir Saison 2 de The Walking Dead.
The Walking Dead : Saison 2 (The Walking Dead: Season 2) est un jeu vidéo d'aventure développé et édité par Telltale Games, sorti en 2013 sur Windows, Mac, PlayStation 3, PlayStation 4, Xbox 360, Xbox One, Ouya, PlayStation Vita, iOS et Android.

## Épisodes
Les cinq épisodes constituants la saison 2 sont sortis entre le 17 décembre 2013 et le 27 août 2014 en téléchargement.
- Épisode 1 : All That Remains (sortie le 17 décembre 2013)
- Épisode 2 : A House Divided (sortie le 4 mars 2014)
- Épisode 3 : In Harm's Way (sortie le 13 mai 2014)
- Épisode 4 : Amid The Ruins (sortie le 22 juillet 2014)
- Épisode 5 : No Going Back (sortie le 26 août 2014)

Une version boîte contenant les 5 épisodes est sortie le 30 octobre 2014 sur PC, Xbox 360, Xbox One, PS3 et PS4.

## Trame

### Synopsis
Une seconde saison, qui suit la première, a été annoncée pour l'automne 2013 sur PC, Mac, Xbox 360, PS3, iPhone et Wii U. Lors du Comic-Con 2013, il est précisé que Clémentine fait partie de la saison 2 et que le sort de Kenny serait exploré. Fin novembre, Telltale Games poste une vidéo sur sa chaîne YouTube ; laissant entendre que le joueur incarnerait cette fois directement Clémentine.
La seconde saison est un spin-off, elle se déroule dans la continuité de la première : on retrouve Clémentine et quelques autres personnages. La qualité de la réalisation est proche de celle de la première saison. Cependant, les premiers épisodes sont relativement plus courts (ordre de grandeur : 2 h de jeu au lieu de 4 h) et le suspense moins prononcé.

#### Épisode 1:Tout ce qui reste(All That Remains)
On retrouve Clémentine accompagnée de Christa et Omid. Ils décident de faire une pause près de toilettes publiques. Christa semble enceinte de plusieurs mois. Alors que Clémentine fait sa toilette, elle s'éloigne de son arme, et une jeune femme rentre dans les toilettes. Elle prend l'arme de Clémentine et commence à la menacer. Omid entre dans la pièce et tente de s'approcher subrepticement de la jeune fille. La porte derrière lui se referme et la jeune femme affolée tire sans se retourner. Omid meurt. Alertée, Christa entre dans les toilettes et voit Omid mort. La jeune femme, terriblement désolée, lâche son arme. Christa l'abat de son fusil.
Plusieurs mois plus tard, on la revoit avec Clémentine dans les bois. Elle semble avoir perdu son bébé. Alors que Clémentine tente de faire un feu, Christa et elle sont agressées par des survivants. Clémentine réussit à s'enfuir en tombant dans une rivière dont le courant l'emporte au loin.
Après avoir été mordue par un chien, Clémentine tente d'échapper aux rôdeurs. Toutefois, sur le point de se faire dévorer, elle est surprise par deux survivants, Pete et Luke, qui la sauvent et l'emportent avec eux. Après l'avoir emmenée dans leur abri, un chalet perdu dans la forêt, ils se rendent compte qu'elle a été mordue et qu'elle est peut-être contaminée. Malgré les protestations de Clémentine qui affirme qu'il s'agit d'un chien et non d'un rôdeur et qu'elle a besoin de soins urgents, les membres du groupe l'emmènent dans une cabane à quelques mètres et l'enferment, pour vérifier qu'elle ne se transformera pas…
Ayant besoin de soins, Clémentine s'échappe de la cabane et se glisse dans le chalet. Elle cherche à travers la maison les différentes pièces dont elle a besoin. Elle rencontre lors de l'exploration de la maison la fille de Carlos, avec laquelle elle peut choisir de devenir amie. Ayant fini de récupérer ce dont elle avait besoin, elle revient dans la cabane et entreprend de se désinfecter et de recoudre sa blessure elle-même, une expérience pour le moins douloureuse. Toutefois, un rôdeur parvient à se glisser par le petit trou qu'elle avait pratiqué dans un coin du mur pour s'échapper une première fois et tente de la dévorer. Clémentine l'abat à coup de marteau, alors que les portes s'ouvrent et que les membres du groupe entrent.
Ils découvrent que Clémentine s'est soignée elle-même. Elle explique avoir eu besoin de soins et blâme le groupe de ne pas l'avoir écoutée. Les membres de l'équipe acceptent plus ou moins ses excuses…
Elle fait ensuite connaissance avec le groupe. Carlos applique un bandage sur sa blessure tout en lui conseillant de ne pas s'approcher de sa fille, Sarah. D'un autre côté, Luke sympathise rapidement avec Clémentine et elle partage avec lui son passé, dont sa rencontre avec Lee.
Le lendemain après-midi, Clémentine, Nick et Pete partent vers la rivière pour chasser, lorsqu'ils découvrent un grand nombre de cadavres, rôdeurs ou non. À cette occasion, Pete et Nick font référence à un certain Carver qu'ils soupçonnent d'être à l'origine de cette tuerie. Après avoir enquêté sur les corps sans vie, des rôdeurs arrivent en nombre. Pete et Nick se trouvant chacun d'un côté de la rivière. Pete est mordu à la jambe. Clémentine doit alors choisir d'aider l'un ou l'autre de ses compagnons.

#### Épisode 2:Une maison divisée(A House Divided)
L'épisode débute soit avec Nick, soit avec Pete selon le choix final du joueur de l'épisode 1. Clémentine et le protagoniste choisi sont enfermés (dans un camion avec Pete et une petite cabane avec Nick). Encerclés par des rôdeurs, ils n'ont d'autre choix que d'attendre que ces derniers se dispersent avant de tenter de s'enfuir. Si vous êtes avec Pete, ce dernier finira mordu mais Nick va rester en vie.
Lorsque Clémentine retourne finalement au chalet elle raconte aux autres ce qu'il s'est passé. Ils décident alors de partir à la recherche de Nick, Pete et Alvin. Carlos demande à Clémentine de s'occuper de Sarah et de la tenir occupée. Alors que les deux filles sont seules dans la maison, une silhouette étrange s'approche du chalet et frappe à la porte. Sarah se cache tandis que Clémentine discute avec cet homme qui semble inspecter le chalet et connaître le groupe qu'a rencontré Clémentine. Il la met en garde contre eux, arguant qu'elle ne peut pas leur faire confiance puis s'en va, constatant leur absence.
Une fois le groupe de retour au chalet avec Alvin et Nick, Clémentine et Sarah leur racontent ce qu'il s'est passé et le groupe se met à paniquer. Obligés de partir à cause de Carver, le groupe se retrouve sur la route où ils rencontrent le cadavre de Pete, tué d'une balle dans la tête alors que celui-ci n'avait pas d'arme sur lui.
Quelques jours plus tard, Ils trouvent une grande maison isolée où se mettre à l'abri. Un pont les séparant de la grande maison, Luke décide de partir en éclaireur avec Clémentine pour vérifier que le pont est praticable. Après avoir combattu un petit groupe de rôdeurs, ils tombent nez-à-nez avec un personnage amical qui se nomme Matthew et qui les invite à partager sa nourriture dans la maison dans laquelle il vit. Malheureusement, Nick arrive sur ces entre-faits et, jugeant Matthew dangereux, pointe son arme sur lui qui lui retourne la faveur. Avant que qui que ce soit puisse réagir, Nick tire sur Matthew qui finit par tomber du pont.
Après une courte dispute entre Luke et Nick, le groupe trouve une petite maison abandonnée. Alvin qui s'inquiète pour sa femme, demande à Clémentine de chercher des provisions pour Rebecca uniquement et non pour les autres. Après avoir trouvé un couteau de survie comme arme de défense et quelques boîtes de conserve dans la caisse fermée, une horde se dirige vers le groupe. Ils sont obligés de partir et de les semer. Après quelques heures de marche, ils arrivent enfin vers la grande maison. Première observation, rien de particulier ou en tout cas aucun signe de vie. Luke demande à Clémentine si elle peut monter tout en haut de la tour proche de la maison pour regarder aux alentours avec ses jumelles. Elle voit une lumière, puis une deuxième. Clémentine appelle Luke mais personne ne répond. Elle descend alors de la tour et découvre qu'un autre groupe vivait en fait dans la maison et qu'il y a confrontation. À sa grande surprise, un des membres du groupe est Kenny (Saison 1) ! Le joueur a le choix de lui faire un câlin. Il les invite à manger et à passer la nuit dans leur grand chalet. Kenny et Clémentine profitent alors de leurs retrouvailles pour s'échanger quelques mots. Kenny explique qu'il s'en est sorti (dans des circonstances inconnues) et qu'il a passé beaucoup de temps tout seul avant de rencontrer Sarita, sa future petite amie. Quant à Clémentine elle explique qu'Omid est mort et qu'elle et Christa se sont fait attaquer par un autre groupe.
Kenny propose à Clémentine d'aider Walter à préparer la nourriture, un autre survivant du groupe de Kenny. Le joueur peut contrôler Clémentine à nouveau et interagir avec plusieurs éléments aux alentours.
La nourriture prête, le joueur aura un choix difficile ; s’asseoir avec Kenny ou Luke. Évidemment, l'un des deux ne sera pas content. À table, Kenny parle d'un endroit où le groupe pourrait être en sécurité. Il est coupé par Nick, qui ne le croit pas. Kenny délire alors et prend Clémentine pour Duck (son fils). Elle est surprise. Walter répète plusieurs fois que quelqu'un ne devrait pas tarder à rentrer. Elle pense tout de suite à celui qui était sur le pont auparavant, le certain « Matthew ». Ils font le tour de la maison pour une vérification, mais ils découvrent une personne très bizarre et cette personne réclame de la nourriture. Kenny intervient. Ils donnent alors un carton de boîtes de conserve. Avant de repartir elle dit qu'elle s'appelle Bonnie et qu'elle a un groupe affamé pas loin du chalet.
Clémentine rentre au chalet quand Luke l'interrompt. Il lui montre une photo de Walter et de son ami, qui n'est autre que Matthew. Ils ne savent plus quoi faire quand Nick passe par là. Ils lui demandent d'avouer et de s'excuser de l'avoir tué. Le couteau de survie qu'elle a trouvé dans la maison est à Matthew, elle doit donc le récupérer avant qu'il ne soit trop tard. Le couteau n'est plus dans son sac, elle retourne la tête et découvre que c'est Walter qui a déjà le couteau en main. Il y a alors un dialogue entre le joueur et Walter pour s'expliquer et pour convaincre (ou non) Walter de ne pas tuer Nick par vengeance.
Une éolienne se met à tourner, ce qui émet un son très fort, capable d'attirer les rôdeurs. Kenny part avec Luke pour couvrir une autre partie du territoire. Clémentine parvient à couper l'éolienne mais les rôdeurs sont déjà là. Ils envahissent l'endroit. Nick est attaqué par un rôdeur. Si vous arrivez à convaincre Walter de ne pas tuer Nick, il tuera le rôdeur, mais si vous n'arrivez pas à convaincre Walter, il le laissera, ce qui tuera Nick. Ils sont tous sauvés par des coups de feu venant de la forêt.
Ils découvrent que Carver les suivaient depuis le début et qu'ils sont maintenant pris au piège. Carlos s'impose mais Carver le frappe. Ils rentrent tous dans la maison, les mains liés avec des liens. Ils sont tous à genoux sauf Alvin, Rebecca et Clémentine. Kenny et Luke sont toujours dehors. Carver cherchant Rebecca mais n'ayant aucune réponse, attrape Carlos et lui casse l'os de son doigt.
Le joueur a le choix entre rejoindre Kenny ou se rendre. Dans tous les cas Kenny tire sur l'un des membres du groupe de Carver. Celui-ci est en colère et prend alors en otage Walter et le tue aussitôt. Il prend ensuite en otage Alvin après un tire raté de la part de Kenny. Selon vos choix, Kenny essaiera de tirer sur Carver mais celui-ci n'est pas touché. Il se relève et tue Alvin. Dans un autre cas, vous pouvez sauver Alvin qui se fera "seulement" casser la jambe. Finalement Kenny se rend car Carver prend en otage Clémentine (Ou Sarita, si vous avez choisi de rejoindre Kenny), Luke n'est pas avec lui. L'épisode se termine ainsi, pris au piège par le groupe de Carver.

#### Épisode 3:En route vers le danger(In Harm's Way)
L'épisode commence avec Clémentine regardant fixement un papillon de nuit sur un arbre : elle accompagne Sarah qui fait une pause pipi dans les bois. Celle-ci la remercie de l'avoir accompagnée, puis Troy, un homme de Carver, les appelle (en hurlant) en leur demandant si elles ont bientôt fini. Elles reviennent donc à ses côtés à l'arrière d'un camion où Clémentine et son groupe devront restés emprisonnés. Mais avant de retourner dans cette prison roulante, Clémentine surprend Carver parler avec un talkie-walkie. Elle écoute la conversation et Carver la remarqua : il lui explique avec froideur que ce n'est pas poli d'écouter les conversations des gens. (Le joueur a le choix entre s'excuser ou continuer de le regarder fixement). Si le joueur choisit de s'excuser, Carver accepte ces excuses. Si le joueur choisit de continuer à écouter la conversation, Carver donne un coup sec sur une des pommettes de Clémentine, la faisant saigner, en lui ordonnant de ne pas le tester. Troy profite de ce moment de «correction» pour pousser Clémentine et Sarah à l'intérieur du camion, où se trouvent déjà le reste du groupe, ligoté. Avant que Troy ne referme les portes du camion, Kenny hurle en demandant s'ils ont blessé Clémentine. Troy ne lui répond pas et ferme les portes.
Dans un silence complet, tout le monde s'inquiète de ce qui pourrait arriver une fois que le camion sera arrivé à destination, d'ailleurs inconnue. Tout à coup, Kenny suggère qu'ils devraient faire quelque chose avant qu'il n'arrive quelque chose de dangereux pour eux. Il demande alors à Clémentine de lui remettre quelque chose de pointu pour couper les liaisons qui les ligotaient. Carlos essaie de résonner Kenny en disant que cela n'attirera que davantage d'ennuis. Ils se disputent (le joueur peut choisir de rétablir le calme). Kenny remarqua un tuyau sanctionné à ses côtés : il utilise ses côtés tranchants pour couper les liaisons. Clémentine peut se range du côté de Kenny alors qu'il arrive avec un plan. Rebecca lui dit qu'il ne peut pas se permettre de faire n'importe quoi car leurs ravisseurs ont des fusils et pourraient s'en servir sur lui. Kenny a dit au groupe de Luke, apparemment laissé sur place, que le reste pense qu'il est quelque part à élaborer un plan pour les aider à s'échapper. Le camion est sur le point d'arriver au matériel de Howe et Kenny dit alors à Clémentine de l'aider de quelque façon qu'elle le peut et qu'elle ne se fera pas tuer dans le processus. Il marche donc vers la porte, attendant qu'elle puisse s'ouvrir, le camion fait soudain un arrêt sec et brutal, provoquant dans la foulée à Kenny de frapper son visage contre la porte. Alors qu'il tombe et perd conscience pendant quelques instants, Sarita se précipite pour s'assurer qu'il va bien.
Le camion est ouvert par Troy, qui est rejoint par Frédéric et une Bonnie apparemment anxieuse et qui semble troublée par les événements à la loge de ski. Puis le groupe se rend à la quincaillerie. Carver est vu parler dans un microphone sur un endroit élevé, disant à son peuple qu'ils accueillent certains anciens et nouveaux clients. Troy semble emporter Carlos au loin, en lui disant qu'il a du travail à faire. Carlos demande alors si ça peut attendre jusqu'à demain, car il est fatigué ; mais finalement il décide de rester avec Troy. Sarah est préoccupée par ce sujet, disant qu'elle avait besoin de son père parce qu'il reste auprès elle en toute occasion. La réponse de Clémentine différera de s'ils sont amis ou si Clémentine a été giflée par Carver un peu plus tôt. Le reste du groupe et verrouillé dans un jardin appelé «la plume», qui est une région où ceux qui enfreignent les règles du sculpteur sont envoyés pour gagner le chemin du retour.
Le groupe est alors accueilli par Reggie, un vieil ami, sur lequel Rebecca et les autres sont sous le choc de découvrir qu'il a perdu un bras. Déterminé, Nick décide de s'approcher de lui et de lui dire que c'est de sa faute s'il perdit son bras, mais ce dernier lui raconte alors que si c'était sa faute, il l'aurait dit lui. Puis Rebecca présente ses nouvelles amies et Reggie de poser des questions sur les allées et venues de Carlos et de se voir répondre que Carlos est avec le sculpteur. Il pose des questions ensuite sur Pete et il est répondu par le silence; en réponse, il fronce les sourcils faisant allusion à sa mort. Reggie leur apprend qu'il travaillait à l'extérieur quand un marcheur faufilé derrière lui, lui tira dans le bras, qui lui a été amputé immédiatement par un autre travailleur. Il dit que le sculpteur lui a donné une seconde chance et qu'il est si proche de revenir à sa liberté. Il leur a dit qu'il les aiderait volontiers à tenter de s'échapper à nouveau une fois qu'il aura gagné la confiance de Carver. Clémentine peut accepter ou refuser l'aide de Reggie, qui indique au groupe, qu'ils ne sont pas vraiment mauvais dans cette communauté et qu'ils peuvent s'y amuser, même s'il y a force de travail dans le processus, Rebecca est surprise par les mots de Reggie, mais lui dit en retour que Carver pourrait avoir tué parce qu'il l'a aidé à s'échapper la première fois. Clémentine peut dire qu'il a assassiné son amie et Rebecca dira qu'Alvin mourut de ses mains.

#### Épisode 4:Parmi les ruines(Amid The Ruins)
Les scènes d'ouverture de l'épisode dépendent de la façon dont vous avez enregistré Sarita à la fin de En route vers le danger :
Si vous coupez le bras de Sarita : l'épisode commence avec Sarita, hurlant de douleur. Sidérée, demande-t-elle à Clémentine pourquoi elle lui a coupé l'avant-bras, avant que les marcheurs ne l'entourent et ne l'attaquent. Entendant ses cris, Kenny vient à son secours, aux côtés de Mike. Il tue alors tous les marcheurs mais Sarita s'effondre mortellement blessée en raison de l'hémorragie. Kenny blâme Clémentine pour ce qui est arrivé à Sarita et lui dit de rester loin d'eux. Clémentine devra ensuite choisir de mettre fin aux souffrances de Sarita ou convaincre Kenny de la quitter. Si le premier est choisi. Kenny va attraper Clémentine et l'appeler une «stupide putain de gamine» puis lui dit que tout cela est arrivé par sa faute. Si ce dernier est choisi, Kenny refuse toujours de quitter et Clémentine peut choisir de tuer Sarita par hache ou de ne rien faire. Ne rien faire se traduira par Kenny laissant Sarita se transformer en zombie. Kenny est toujours en colère contre Clémentine et lui reproche encore plus avec une hostilité accrue. Mike attrape Kenny et les deux s'écharpent, abandonnant Clémentine à son sort, cette dernière devant s'échapper de son plein gré.
Si vous avez tué le marcheur qui a attaqué Sarita : Sarita va paniquer à la vue de son bras infecté. Kenny et Mike arrivent pour aider et les trois échappent le troupeau ensemble, bien que Clémentine est laissé pour compte et doit s'échapper de son plein gré.
Quittant l'ancien Store attaqué par les zombies, le groupe se réfugie à quelques kilomètres de là, près d'un site de visite, ici, Kenny va rester plusieurs heures sans parler en fixant le cadavre de Sarita si vous ne lui avez pas tranché le bras ou en restant tout seul si vous avez tranché le bras de Sarita. Luke, Sarah et Nick sont introuvables. Le père de Sarah, Carlos, est mort en essayant de s'enfuir avec Sarah ce qui a provoqué une crise chez l'adolescente et qui est maintenant portée disparue, Jane et Clémentine s'en vont chercher les trois membres manquants, sur le chemin Clémentine trouve les lunettes de Sarah, En arrivant devant un petit motel, Clémentine et Jane trouvent Nick transformé en rôdeur, coincé dans un grillage. Au devant d'elles, est entendu les pleurs de Sarah et les cris de Luke, Clémentine devra faire du bruit en coinçant un rôdeur sur une voiture pour laisser le bruit du klaxon actif pendant que Jane se chargera des rôdeurs, arrivées dans la chambre, Luke se trouve avec Sarah, enfermés. Arrivée à la rescousse, des rôdeurs feront leur apparition et vous devrez partir par la fenêtre du toit, ici vous aurez le choix entre abandonner Sarah qui ne réagit plus ou la forcer à venir avec vous par la force, Jane vous déconseillera de la forcer à vous suivre.
Arrivés au camp avec ou sans Sarah, Kenny sera toujours en deuil dans sa tente et les personnes du groupe seront réunis, Rebecca qui souffre, est très faible et a besoin de ressources, Clémentine pars avec Bonnie et Mike en expédition pour trouver des vivres dans un musée, Clémentine ou Bonnie, se fera attaquer par un zombie caché derrière un stand et le groupe reviendra sain et sauf avec un manteau pour Rebecca qui va bientôt accoucher, étant prise de contraction soudaine au retour de l’expédition au musée, Clémentine devra convaincre Kenny de sortir de son deuil pour faire accoucher Rebecca car il est le seul à s'y connaitre un minimum ayant les savoirs de son ancienne épouse Katjaa. Kenny va donc commencer le travail avec Rebecca et pendant ce temps, Jane et Clémentine devront trouver un abri sans danger pour l'accouchement. Les 2 compagnes partent donc en repérage, elles découvriront un local idéal à l'accouchement et découvriront Arvo, un adolescent russe essayant de cacher des médicaments, ces médicaments aideront Rebecca dans son accouchement qui souffre déjà des contractions. Vous aurez ici deux choix : voler Arvo ou le laisser s'en aller. Après cette action vous rentrerez au camp pour faire migrer le groupe vers le local, à l'abri. Arrivée là, Rebecca aura déjà perdu les eaux et sera en plein travail avec Kenny à ses côtés pour sortir le bébé, des hordes de rôdeurs arriveront attirer par les cris de Rebecca en plein travail. Là, Sarah mourra si vous l'avez sauvée, n'ayant plus la force de se battre. Jane essayera de l'aider en vain. Après cela, Rebecca accouchera d'un petit bébé blanc que Clémentine nommera Alvin Junior (AJ). Arrivée là, vous aurez le choix entre partir le soir-même ou laisser Rebecca se reposer et partir le lendemain, sachant qu'elle est très faible. Jane décidera de partir se sentant coupable et ne voulant plus souffrir de perdre des êtres chers comme sa sœur. Dès votre départ, vous rencontrerez Arvo qui vous attaquera, que vous ayez ou non volé ses médicaments et la scène se clôturera sur les deux groupes. D'un côté, votre groupe (armé), faisant face au groupe d'Arvo (fortement armé) et Rebecca mourant de froid avec AJ dans ses bras. Votre dernier choix sera de tirer sur Rebecca ou de crier à l'aide, si vous ne tirez pas sur Rebecca, Kenny le fera à votre place.

#### Épisode 5:Aucun retour possible(No Going Back)
Le jeu reprend la où vous l'avez laissé dans l'épisode 4, vous êtes en plein milieu de la fusillade. Luke vous appelle alors pour que vous vous cachiez avec lui, mais vous remarquez le bébé par terre, vous pouvez choisir d'aller le chercher avant de rejoindre Luke, dans ce cas il vous félicitera et vous expliquera qu'il ne l'avait pas vu, il vous demandera de le couvrir mais se prendra une balle dans la jambe. Si vous choisissez de ne pas sauver le bébé, Luke le fera à votre place et c'est comme ça qu'il recevra une balle dans la jambe. Arvo, lui, essaye de réanimer sa sœur quand Kenny l'attrape et menace de le tuer, sa sœur qui était morte se réveille en rôdeur, elle s'approche vers vous et vous devrez la tuer, sur ce, Arvo vous détestera. La bataille continue quand Jane surprend vos ennemis par derrière et les tue. Kenny est désagréable avec Arvo mais il reste dans votre groupe pour vous montrer le chemin d'une maison avec de la nourriture dedans. Vous et le reste du groupe marcherez et peu de temps avant le coucher du soleil, vous vous arrêterez pour la nuit. Le lendemain, vous continuerez de marcher, Kenny manquera de se faire mordre et vous devrez tirer dans la tête du rôdeur. Vous marcherez et verrez ensuite la maison dont Arvo parlait, vous devrez traverser le lac gelé pour y arriver mais la glace près de Luke commencera à casser et une de ses jambes sera prise au piège, vous pourrez soit essayer de le sortir de là, auquel cas vous tomberez avec lui et un rôdeur le tirera au fond du lac avant que Jane ne puisse venir vous en sortir. Si vous choisissez de le couvrir pendant qu'il essaye de se dégager tout seul, alors Bonnie ira l'aider à votre place et elle tombera dans le lac, Luke tapera sur la glace et vous essayerez d'aller la casser pour lui permettre d'en sortir mais Jane vous dira qu'il est trop tard. Si vous continuez quand même, alors vous tomberez et vous verrez le corps de Luke sans vie avant que Jane ne vienne vous aider et Bonnie s'en sortira elle aussi par contre si vous décidez de ne pas casser la glace, alors vous ne tomberez pas et Bonnie ne s'en sortira pas. Dans tous les cas Luke meurt. Arrivés dans la maison, Kenny s'en prendra à Arvo en disant que c'était de sa faute, Mike le défendra mais Kenny le frappera quand même en disant qu'il mentait à propos de la nourriture quand Jane arrivera avec les provisions dont le jeune russe parlait.
Pendant la nuit vous entendrez des chuchotement, alors vous sortirez de la maison et verrez des gens devant une voiture que Kenny avait réparée, vous pouvez les menacer avec votre pistolet mais quand ils se retourneront vous vous rendrez compte que c'est en fait Mike et Arvo. Ce dernier vous menacera avec un fusil. Si Bonnie n'est pas morte, elle les rejoindra avec toutes les provisions. Ils vous expliqueront qu'ils veulent partir et vous demanderont de rester silencieuse, vous pouvez choisir de refuser de partir avec eux et d'appeler Kenny et Jane à ce moment-là, Arvo vous tirera dessus. Sinon, vous pouvez demander de venir avec eux, dans ce cas vous pouvez donner votre arme à Mike mais Arvo vous tirera quand même dessus. Vous tomberez et votre vue commencera à devenir floue mais vous entendrez quand même Kenny sortir de la maison. Vous vous réveillerez en entendant Lee vous dire : «Clem, Clementine» et vous vous retrouverez dans le camping car de l'épisode 3 de la saison 1. Vous essayerez de comprendre ce qu'il se passe et il vous dira que c'était juste un cauchemar. Vous discuterez avec lui puis vous vous endormirez sur son épaule et vous réveillerez dans une voiture avec Kenny au volant et Jane portant le bébé à côté, le moment avec Lee était en fait un flash-back. Kenny vous expliquera que les autres sont partis de leur côté avant de se disputer avec Jane, lui veut aller à Wellington, vers le nord mais elle veut aller vers le sud et retourner au camp de Carver. Kenny arrêtera la voiture et il sortira, vous resterez avec Jane et le bébé quand des rôdeurs arriveront, vous devrez conduire la voiture. Un rôdeur passera par le pare-brise et vous arrêterez la voiture, Jane sortira en premier avec le bébé et quand vous sortirez, vous ne les verrez plus à cause de la neige. Vous avancerez au milieu des rôdeurs sans avoir une bonne vue de la situation quand vous arriverez dans une aire de repos, Kenny est à l’intérieur. Il veut aller chercher le bébé quand Jane arrive mais il n'est plus avec elle. Kenny et Jane vont se battre et vous pouvez laisser Kenny la tuer, dans ce cas vous avez le choix de le tuer ou de rester avec lui, vous trouverez le bébé dans une voiture et si vous n'avez pas tué Kenny, tous les trois vous partirez vers Wellington. Là-bas, ils vous annonceront qu'ils n'auront plus de place mais trouveront un moyen de garder les enfants mais pas Kenny, vous pouvez soit rester là-bas avec le bébé ou choisir de repartir avec AJ et Kenny. Si vous ne laissez pas Kenny tuer Jane, vous devrez le tuer, vous trouverez le bébé dans une voiture, Jane s'excusera d'avoir monté un plan et de vous avoir forcée à tuer Kenny pour vous montrer sa « vraie nature », vous pouvez soit ne pas l'excuser et partir de votre côté avec le bébé ou alors lui pardonner et vous allez tous les trois au camp de Carver. Arrivées là-bas, une petite famille demandera à entrer, vous pouvez la laisser ou alors lui dire de partir. Dans tous les cas le bébé reste avec vous.

### Personnages
- Clémentine (Melissa Hutchison) : est une jeune fille incarnée par le joueur. Dans la saison 1, elle était protégée par Lee, alors personnage joueur.
- Kenny (Gavin Hammon) : est un survivant du groupe de la saison 1 au caractère bien trempé.
- Christa (Mara Junot) : est une survivante du groupe de la saison 1, compagne et enceinte d'Omid.
- Omid (Owen Thomas) : est un survivant du groupe de la saison 1, compagnon de Christa.
- Bonnie (Erin Yvette) : Bonnie est une personne attentionnée et sympathique qui croit en la bonté des autres. Elle se liera d'amitié avec le groupe de Clémentine et les accompagnera dans leur aventure.
- Luke (Scott Porter) : est un jeune adulte compatissant et bienveillant mais qui reste méfiant envers les gens qu'il suspecte d’être un danger pour son groupe. Il assume le rôle de leader au sein du groupe.
- Sarah (Louisa Mackintosh) : est une jeune adolescente de 15 ans, elle est la fille de Carlos. Sarah est de bon cœur mais a du mal à comprendre le monde extérieur.
- Carlos (Andrew Chaikin) : est le père surprotecteur de Sarah et est un ancien médecin. Il reste prudent face à la venue d'autres étrangers.
- Nick (Brian Bremer) : est un jeune survivant impulsif qui est aussi le neveu de Pete. Il prend souvent des décisions irréfléchies qui mettent son groupe en danger.
- Peter Joseph Randall (Brian Sommer) : est un survivant âgé et sage qui est aussi l'oncle de Nick. C'est aussi un leader de son groupe jusqu'à sa mort.
- Rebecca (Shay Moore) : survivante qui est aussi la femme d'Alvin. Elle a eu une relation avec Carver et ignore si son bébé est le sien ou celui d'Alvin.
- Alvin (Dorian Lockett) : est un survivant sympathique ainsi que le mari de Rebecca.
- Alvin Jr. : est le bébé de Rebecca.
- William Carver (Michael Madsen) : est un dirigeant tyrannique et malveillant de sa propre communauté qui n'hésite pas à tuer les membres qu'il juge faibles à la survie de son groupe.
- Jane (Christine Lakin) : est une survivante solitaire qui vit dans la communauté de Carver. Elle enseignera ses techniques de survie à Clémentine.

## Accueil
- Canard PC : 9/10[2]
- Jeuxvideo.com : 16/20[3]